# Transamerikanska järnvägen
Transamerikanska järnvägen byggdes under åren 1863–1869 och var den första järnvägen som löpte tvärs över Nordamerika. Järnvägen var 3069 kilometer lång, sträckte sig från Sacramento i väst till Omaha i öst och byggdes av de två företagen Central Pacific Railroad och Union Pacific Railroad som byggde från varsin ända av kontinenten.
Projektet initierades av den amerikanske ingenjören Theodore Judah som 1861 reste till Washington, D.C., för att presentera sin idé för senaten och presidenten Abraham Lincoln. Förslaget gillades och den 1 juli 1862 gick lagen Pacific Railroad Act igenom som gav uppdraget att bygga järnvägen åt de två företagen.
Den 10 maj 1869 slogs den sista spiken, som var gjord av guld, i rälsen. Detta gjordes i Promontory, strax utanför Ogden, Utah. Spiken hade virats in i telegrafkablar så att hela nationen skulle kunna höra det historiska ögonblicket.

## Sträckning

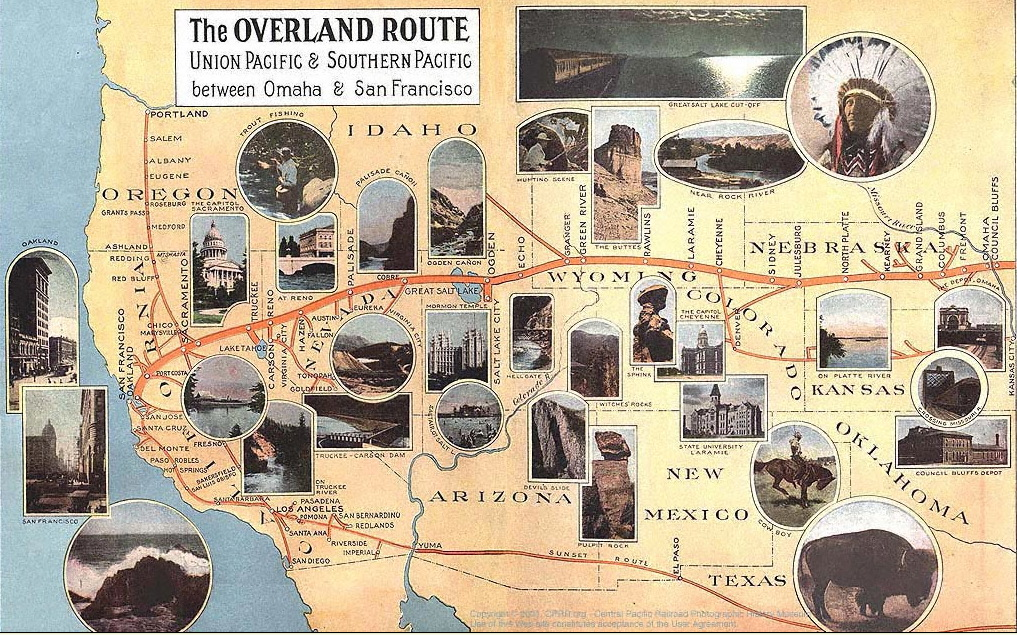
Karta över järnvägens sträckning från 1908.

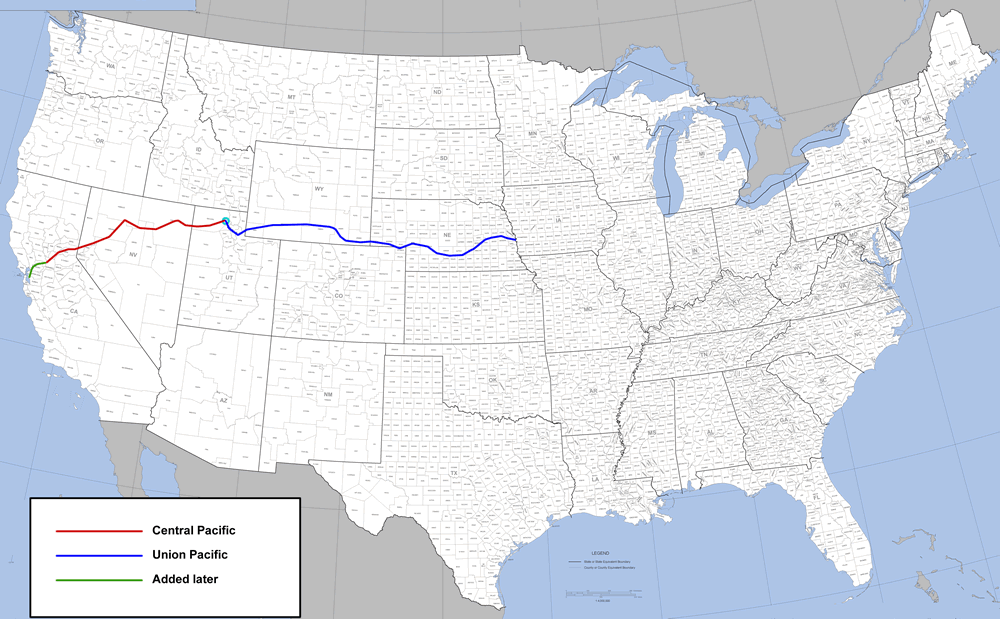
Transamerikanska järnvägens sträckning, med Central Pacifics järnväg i rött och Union Pacifics järnväg i blått. Den gröna sektionen väster om Sacramento tillkom senare.

### Union Pacifics rutt
Union Pacifics rutt var totalt 1 087 miles (1 749 km) och startade i Council Bluffs, Iowa, öster om Missourifloden. Den dåvarande presidenten, Abraham Lincoln, utsåg Council Bluffs som transferterminal mellan Union Pacific och de sju övriga järnvägsbolag som anslöt till linjens östra ände. Ursprungligen transporterades tågen med tågfärja över floden till Omaha i det dåvarande Nebraskaterritoriet. Under järnvägens första år hade man stora problem med att Missourifloden frös till på vintern, och tågfärjorna fick ersättas med slädar. Först 1873 konstruerades en 840 meter lång bro över Missourifloden mellan Council Bluffs och Omaha, som ersatte färjeöverfarten.
Järnvägen steg därifrån västerut ut ur floddalen. Därifrån korsade den Elkhorn River och därefter Loup River, och följde den norra sidan av Platte Rivers floddal västerut genom Nebraska, samma väg som de befintliga nybyggarvagnslederna västerut. I takt med att järnvägen flyttades västerut uppstod tillfälliga järnvägsarbetartältstäder på vägen västerut, "Hell on Wheels", och medan vissa av dem snart försvann när järnvägsarbetarna drog vidare blev andra till permanenta bosättningar. Många av de nuvarande städerna längs järnvägen grundades på detta sätt.
Platte River-dalens västliga sträckning och lutning på omkring 6 fot per mile gjorde det möjligt att konstruera järnvägen i en takt om över 1 mile per dag, och 1866 kunde Union Pacifics konstruktion ta fart på allvar. Nära sammanflödet mellan North Platte River och South Platte River korsade järnvägen North Platte River på en 790 m lång pålbro, kallad "Half mile bridge". Här byggdes järnvägsstaden North Platte, Nebraska i december 1866.
Medan de ursprungliga rutterna för nybyggarna västerut, som California Trail, Oregon Trail och Mormon Trail, här fortsatte åt nordväst längs North Platte Rivers hela sträckning och korsade den amerikanska vattendelaren genom South Pass, valde Union Pacific en annan rutt, då den långa rutten längs North Platte Rivers smala och branta kanjoner var mindre lämpad för järnvägens behov. Istället valdes en sydligare rutt, närmare Denver, då behovet av vattentillgång från floderna inte var lika viktigt för järnvägsbolagen som för nybyggarna, och här fanns också kända kolfyndigheter. År 1867 valde man att från North Platte, Nebraska fortsätta längs South Platte River, in i nuvarande Wyoming vid Lone Pine och vidare genom Evans Pass, även kallat Sherman's Pass, på 2 500 meters höjd, den högsta punkten längs järnvägen. Evanspasset döptes efter den engelske lantmätaren James Evans som upptäckte rutten. Här grundades orten Sherman, Wyoming. Platsen utmärks idag av Amesmonumentet, men järnvägen har sedan dess flyttats till en annan rutt genom Hermosatunneln några kilometer söderut.
På östra respektive västra sidan av Evanspasset uppstod järnvägsstäderna Cheyenne och Laramie.

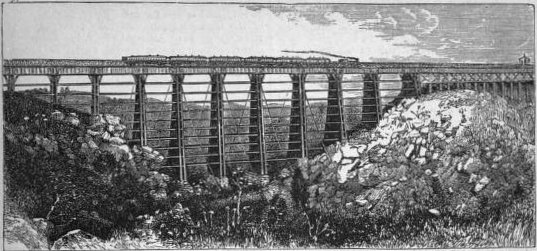
Den ursprungliga Dale Creek-bron, i bruk 1868–1876. Ur The Pacific Tourist (1879).

Union Pacific nådde Cheyenne i december 1867, efter att ha byggt omkring 430 km järnväg under året. Union Pacific kom senare att 1870 sammanbinda Cheyenne med Denver söderut via Denver Pacific Railway, och Cheyenne utvecklades därför till en viktig järnvägsknut med omfattande bangårdar och lokstallar. Denver Pacific Railways anslutningar österut via Denver mot Kansas City, Kansas, och Kansas City, Missouri gjorde Cheyenne till en strategisk punkt i Union Pacifics nät och ett transportnav, och staden är idag Wyomings största stad. Cheyenne användes som bas för de hjälplokomotiv som kopplades på järnvägen före Evanspasset för att assistera med att dra tunga godståg och ploga snö vintertid. Vid Dale Creek Canyon väster om Evanspasset konstruerades en 200 m lång bro av prefabricerade delar som transporterats från Chicago, och här var man också tvungen att skära igenom granitklippor någon kilometer på varje sida. Den ursprungliga bron hade en hastighetsbegränsning på 4 mph (6 km/h). Vid den nya järnvägsstaden Laramie korsade järnvägen Laramie River.
Västerut från Laramie fortsatte järnvägen genom Dakotaterritoriet, dagens Wyoming, och etablerade staden Rawlins, Wyoming, samt många mindre kol- och vattendepåer. Vid floden Green River korsade man den sista stora floden på järnvägens sträckning, och här etablerades staden Green River, Wyoming 1868. I december samma år etablerade Union Pacific staden Evanston, Wyoming, efter att ha lagt omkring 580 km spår under år 1868. Evanston kom under följande år att bli ett centrum för underhållsarbeten på järnvägens lok och vagnar.
I Utahterritoriet korsade järnvägen Wasatch Mountains och konstruerades nerför Echo Canyon och Weber River Canyon. För att snabba upp konstruktionsarbetet anlitades tusentals mormonska arbetare för att påbörja bygget av järnvägen innan Union Pacifics linje hunnit fram till Utah. Flera tunnlar, den längsta 231 meter lång, konstruerades här. Man använde det nya sprängämnet nitroglycerin vid bygget, vilket snabbade upp konstruktionsarbetet men ledde till flera dödsolyckor. Det så kallade Thousand Mile Tree i Weber River Canyon kallades så då det råkade markera exakt ett tusen miles från Omaha, och signerades av de mormonska arbetarna.
Järnvägsbygget nådde Ogden, Utah i mars 1869, men det tog ytterligare över ett år innan sträckan hit var helt färdigställd. Från Ogden gick järnvägen norr om Stora Saltsjön till Brigham City, Utah och Corinne, Utah. I Promontory, Utah mötte järnvägen Central Pacifics västliga linje, 10 maj 1869. Sträckan norr om Stora Saltsjön är inte längre i bruk, då man 1904 byggde en banvall över mitten på sjön, som kortade järnvägen med 43 miles (69 km).

### Central Pacifics rutt
Central Pacifics lade totalt 690 miles (1 110 km) spår, från Sacramento, Kalifornien och österut. Järnvägen påbörjades 1863 och steg från västkusten upp genom de 2 100 m höga bergen i Sierra Nevada över Donnerpasset och in i den då nya delstaten Nevada. Höjdskillnaden från Sacramento (12 m över havet) till Donnerpassets högsta punkt vid 2 000 meters höjd skulle klättras på en sträcka på omkring 90 miles (140 km), med 14 meters genomsnittlig stigning per kilometer, och en sådan naturlig jämn stigning fanns endast på ett fåtal platser i bergen. Theodore Judah, chefsingenjör för Central Pacific, upptäckte en sådan rutt innan sin död 1863. Rutten följde en bergskam belägen mellan American Rivers norra källgren, Bear River och South Yuba River i norr. Endast på en punkt längs sträckan, vid "Cape Horn CPRR", översteg lutningen 2 procent marginellt.
I juni 1864 öppnade Central Pacific en tullbelagd vagnsled längs den framtida järnvägsrutten, Dutch Flat and Donner Lake Wagon Road, efter ett års arbete. Leden användes för att transportera frakt och passagerare för järnvägsbyggets behov men också som öst-västlig transportled mellan Nevadas gruvstäder och Kaliforniens kust, i väntan på järnvägens färdigställande. I takt med att järnvägslinjen österut färdigställdes kunde järnvägen erbjuda mer och mer fördelaktiga priser och transporttider mellan Kalifornien och Nevada, och när järnvägen nådde Reno, Nevada hade man tagit över större delen av alla transporter på rutten. Intäkterna användes för att finansiera järnvägens fortsatta utbyggnad. Järnvägen gick den ungefärliga sträckningen för den befintliga vagnsleden California Trail över Donnerpasset, Truckee, Kalifornien och ned genom Truckee Rivers floddal.
Theodore Judah hade lagt ut en preliminär rutt före sin död 1863, men hans efterträdare som chefsingenjör, Samuel S. Montague fick göra den detaljerade planeringen av sträckan, assisterad av Lewis M. Clement och Charles Cadwalader. För att snabba upp konstruktionen gjordes en detaljerad analys av alla nödvändiga arbeten så att de mest tidskrävande arbetena på tunnlar, viadukter och broar påbörjades omedelbart när järnvägens rutt genom området definitivt fastställts. Detta gjorde det nödvändigt att dela arbetsstyrkan i två delar, den övre ledd av Clement mellan Blue Cañon och Truckee och den lägre ledd av Cadwalader från Truckee till delstatsgränsen mot Nevada. Andra assisterande ingenjörer fick i uppdrag att konstruera enskilda broar, tunnlar och viadukter som förmän och arbetare byggde.

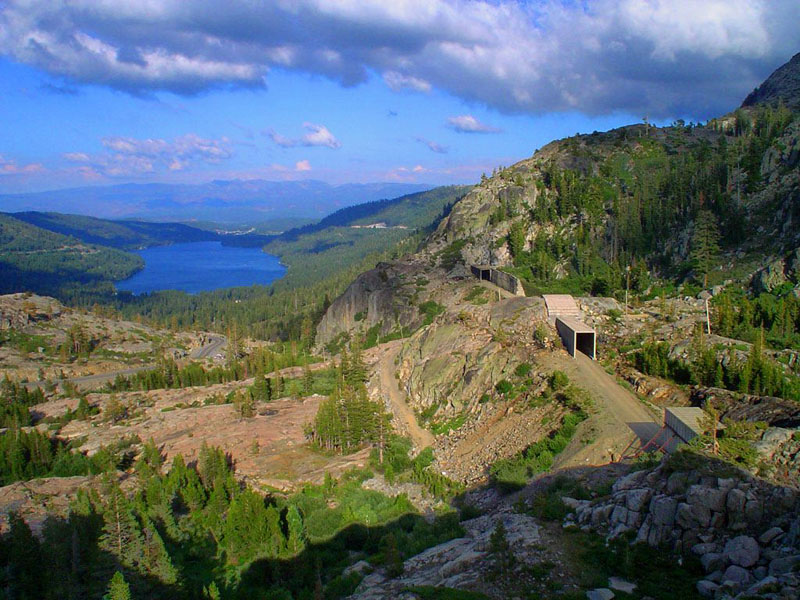
Donnerpasset med den gamla banvallen och tunnlarna för den ursprungliga sträckningen för Central Pacifics linje.

Totalt byggde Central Pacific 11 tunnlar (nummer 3-13) genom Sierra Nevada, varav sju av dem på en 3 km lång sträcka öster om Donnerpassets högsta punkt. Tunnlarna konstruerades genom att hål borrades och sedan fylldes med svartkrut och detonerades. Upp till 500 stycken 11-kilostunnor med svartkrut om dagen förbrukades av järnvägsbygget.
Tunnel nummer 6 genom den högsta punkten på passet var 510 m lång och påbörjades redan i slutet på 1865, långt innan järnvägen nådde fram till punkten. Tunneln byggdes genom granit och kunde endast byggas i en takt av 30 cm per dag, varför man 1866 också byggde ett centralt schakt uppifrån för att även kunna bygga tunneln utåt från mitten på fyra sprängytor samtidigt. Ett uppehåll gjordes i arbetet under vintern 1865-1866, på grund av avsaknaden av försörjningsvägar och vinterläger uppe i bergspasset. Passet var ökänt genom Donner Partys långa vinter insnöade i passet endast 20 år tidigare, då många nybyggare dog av svält.
Med hjälp av en mödosamt uppforslad ångmaskin kunde man transportera bort stenmassor snabbare. Till vintern 1866-67 hade man börjat effektivisera sprängarbetet med hjälp av maskiner och nitroglycerin.
För att ge banvallen lagom lutning grävdes V-formade skärningar genom kullar. Ofta användes sprängämnen för att snabbt lösgöra material, eftersom Central Pacific hade bråttom att färdigställa linjen, men detta hade nackdelen att materialet spreds och inte gick att använda som fyllnadsmaterial genom sänkor. I praktiken måste materialet grävas upp med spade och forslas med kärra. Istället konstruerades många viadukter på träbockar, men dessa var i längden underhållskrävande. Central Pacific valde dock att först bygga temporära viadukter för att senare, när järnvägen väl fanns på plats, använda järnvägen för att transportera stora mängder fyllnadsmaterial, och många viadukter ersattes på så sätt av fyllnadsmassor under de följande åren.
Vägen nerför Sierra Nevadas östra sluttningar gick längs södra sidan av Donner Lake, med en följd av hårnålskurvor och sicksackspår ingrävda i sluttningen. Truckee River, som är Lake Tahoes utlopp, erbjöd en bra väg österut, men vägen genom flodens kanjon krävde omfattande brokonstruktioner som förbereddes tidigt. Två lok och vagnar transporterades på vagn och släde till det som senare blev orten Truckee, Kalifornien, och användes i konstruktionsarbetet under vintern 1867/1868.
Genom Sierra Nevada byggdes omkring 60 km timrade snögallerier för att underlätta att hålla järnvägen öppen vintertid. I takt med att lok och snöröjningsmaskiner blev effektivare kom senare de flesta av dessa att rivas eftersom de inte krävdes. Tunnlarna nummer 1-5 och 13 på den ursprungliga järnvägssträckningen är fortfarande i bruk. De övriga stängdes i början av 1990-talet av Southern Pacific, då all trafik istället leddes genom den modernare södra delen av linjen som byggdes när linjen gjordes dubbelspårig 1925. Denna modernare del omfattar bland annat tunneln "The Big Hole", nummer 41, som är 3 146 m lång och passerar söder om Donnerpasset under Mount Judah mellan Soda Springs och Eder. Nedläggningen av det historiska spåret gjordes av kostnadsskäl, då denna sträcka krävt omfattande vinterunderhåll.
Central Pacific nådde slutligen Reno, Nevada 18 juni 1868, efter att ha byggt 132 miles (212 km) järnväg från Sacramento. När denna del knöts ihop hade järnvägens främre konstruktionslag redan byggt sträckan fram till Wadsworth, Nevada, där den sista bron över Truckee River byggdes. Därifrån gick järnvägen genom sextio kilometer öken fram till Humboldt Rivers slut vid Humboldt Sink. Därifrån fortsatte järnvägen genom Great Basin-öknen till Wells, Nevada. Vid Palisade Canyon, nära Carlin, Nevada, blev man tvungen att bygga järnvägen mellan floden och klipporna i 19 km. Den sista sträckningen österut från Wells fortsatte genom Nevadas och Utahs ökenlandskap, där vattendepåer uppfördes med ner till 10 miles (16 km) intervall. En av de sista konstruktionsdagarna lade man 10 miles spår på en dag, vilket fortfarande räknas som rekord. Slutfasen av järnvägsbygget karakteriserades av en kapplöpning mellan Central Pacific och Union Pacific om att hinna färdigställa den längsta delen av linjen, och på det sista året lade Central Pacific 900 km spår mellan Reno och Promontory, Utah, där järnvägarna möttes i maj 1869.
Central Pacific förfogade över 1 694 godsvagnar och 162 lokomotiv i maj 1869. Loken hade tillverkats i östra USA och transporterats med båt till Sacramento, där järnvägens centrala underhållsfunktioner och lokstallar fanns. Antalet passagerarvagnar täckte inte efterfrågan i början.
Central Pacifics ursprungliga rutt gick längs sträckan Sacramento, Kalifornien – Newcastle, Kalifornien – Truckee, Kalifornien – Reno, Nevada – Wadsworth, Nevada – Winnemucca, Nevada – Battle Mountain, Nevada – Elko, Nevada – Wells, Nevada – Promontory, Utah. I Promontory uppstod en kortlivad bytesstation mellan Union Pacific och Central Pacific, som dock lades ned efter att Central Pacific 1870 köpt Union Pacifics sträcka norr om Stora Saltsjön mellan Promontory och Ogden, Utah. Detta gjorde Ogden till en stor terminal för både passagerartrafik och godstrafik på den transkontinentala rutten.
De första månaderna fortsatte passagerare med hjulångare mellan Sacramento och San Francisco. Fyra månader efter att järnvägen färdigställts, öppnades den nya sträckan söderut från Sacramento över San Joaquin River, som ledde över dagens Lathrop, Kalifornien och vidare till Alameda, Kalifornien, där båtar anslöt från Alamedas hamn över till San Francisco. Terminalen kom snart att ersättas av en ny terminal i Oaklands hamn strax norr om Alameda.
Redan innan Central Pacifics järnväg färdigställts, påbörjades bygget av matarjärnvägar som anslöt till linjen genom Kalifornien och Nevada. Virginia and Truckee Railroad knöt samman Central Pacifics huvudlinje vid Reno, Nevada med Carson City, Nevada och Virginia City, Nevada, för att underlätta transporter till och från gruvstäderna i Nevada. Stora mängder is transporterades med järnvägen, då temperaturerna i gruvorna kunde överstiga 50 °C och arbetarna ibland använde uppåt 50 kg is per person och arbetspass för att kyla sig.

## Byggnationen
Järnvägen bekostades av staten och utbetalningen skedde för varje engelsk mil som blev byggd. Detta gjorde att Central Pacific Railroad inte fick mycket till förtjänst medan de tog sig igenom bergskedjan Sierra Nevada. Arbetet var även mycket farligare i bergen, eftersom bra sprängmetoder ännu inte var utvecklade än. Detta gjorde att många arbetare omkom till följd av olyckor med nitroglycerin, raviner och andra arbetsolyckor. Medan Union Pacific railroad kunde snabbt få kapital när arbetet gick lätt på det släta landskapet i öst.

## Järnvägen idag
En stor del av järnvägen finns fortfarande kvar idag som del av Union Pacifics nät och används. De största delarna finns i Sierra Nevada, Utah och Wyoming, även om järnvägslinjen har ersatts på grund av slitage. Många mindre justeringar av rutten gjordes under slutet av 1800-talet och början av 1900-talet, när modernare teknik och starkare lok gjorde det möjligt att räta ut omvägar, klara brantare stigningar och korta restider.
En kortare sektion av sträckan där de två järnvägarna möttes i Promontory, Utah finns bevarad. Järnvägssektionerna som leder fram till platsen från båda håll revs dock under 1940-talet, då en ny huvudlinje i början av 1900-talet dragits den kortare vägen över Stora Saltsjön. På platsen finns även två repliker av Union Pacific nr 119 och Silla Jupiter. Det sker regelbundna eldningar i ånglokens ångpannor för besökares beskådan.
Sedan 1971, då City of San Francisco slutade trafikera den historiska linjen genom Wyoming, finns ingen passagerartrafik som helt följer Union Pacifics och Central Pacifics historiska rutt, Overland Route. Amtraks transkontinentala passagerarexpresståg mellan San Francisco och Chicago, California Zephyr, följer delvis den historiska sträckningen, främst genom Nevada, men går idag över Salt Lake City och Denver till Omaha. På de östra delarna av Union Pacificbanan genom Wyoming och Nebraska bedrivs idag enbart godstrafik.

## Populärkultur
En Lego-modell över Golden Spike-ceremonin lämnades till Legos idéers hemsida år 2015, i den händelse som symboliskt markerade slutförandet av första transkontinentala järnvägen.